# Liederquelle
Die Liederquelle ist ein im Jahr 2002 publiziertes Liederbuch mit neuen geistlichen Liedern.
Ziel der Redaktion – Katholische Jugend Oberösterreich und Kirchenmusikreferat der Diözese Linz – war es, ein ergänzendes Liederbuch zum Gotteslob (1975) zu schaffen, das in allen Pfarren der Diözese Linz verwendet werden soll.
Das Liederbuch enthält 338 Gesänge, darunter zahlreiche für Kinder geeignete Lieder und 32 Lieder aus Taizé.